# Cavalo féroce
Alepisaurus ferox
Espèce
Synonymes
- Alepidosaurus aesculapius (Bean, 1883)
- Alepidosaurus borealis (Gill, 1862)
- Alepidosaurus poeyi (Gill, 1863)
- Alepidosaurus serra (Gill, 1862)
- Alepisaurus altivelis (Poey, 1860)
- Alepisaurus azureus (Valenciennes, 1850)
- Alepisaurus richardsonii (Bleeker, 1855)

Le Cavalo féroce, ou lancier long-nez (Alepisaurus ferox) est une espèce de poissons appartenant à la famille des Alepisauridae.

## Étymologie
Le terme Alepisaurus, du grec a-, « sans », lepis, « écaille », et saurus, « lézard », fait référence à sa peau sans écaille et fait allusion à la forme de lézard.

## Description

### Taille
Le cavalo féroce atteint une longueur totale de 215 cm et un poids de 9 kg.

## Répartition géographique
Alepisaurus ferox vit dans les eaux profondes du Pacifique, des îles Aléoutiennes au Chili et dans l'Atlantique occidental, du nord-est de l'Amérique au golfe du Mexique, et dans l'océan Indien, l'Atlantique Nord-Ouest et la mer de Chine. Il se trouve également au nord jusqu'en Russie. En raison de la diversité de son habitat, le cavalo féroce peut être capturé par les pêcheries qui capturent le thon. Il effectue des migrations verticales quotidiennes.

## Alimentation

### Prédateurs
Le thon jaune, l'opah, l'otarie à fourrure, la morue du Pacifique et le requin taupe. Par ailleurs, de nombreux individus ont été capturés après avoir dévoré d'autres cavalos. Il est de ce fait appelé "poisson cannibale" en anglais.

### Régime alimentaire
Le régime alimentaire principal du lancier long-nez peut varier en fonction de la région qu'il habite. Il peut se nourrir d'une centaine de familles de proies différentes et même de matériaux fabriqués par l'homme comme le plastique, qui est ingéré par environ 30% des individus de l'espèce. Les fragments de macroplastique et les fragments de corde sont les plastiques les plus fréquemment trouvés dans le contenu de l'estomac, les plastiques blancs et de couleur claire semblant être privilégiés.

### Le cavalo féroce et l'Homme
Le cavalo féroce est couramment capturé comme prise accessoire pour la pêche à la palangre, bien qu'il ne soit pas la cible visée. Aux Philippines, des études sur les pêcheries de thon à la palangre ont révélé qu'elles capturaient généralement plus d'Alepisaurus ferox que de thons. La survie des prises accessoires dans les filets est faible - seul un tiers survivent.